# Ulica Żytnia w Warszawie
Ulica Żytnia – ulica w warszawskiej dzielnicy Wola.

## Historia

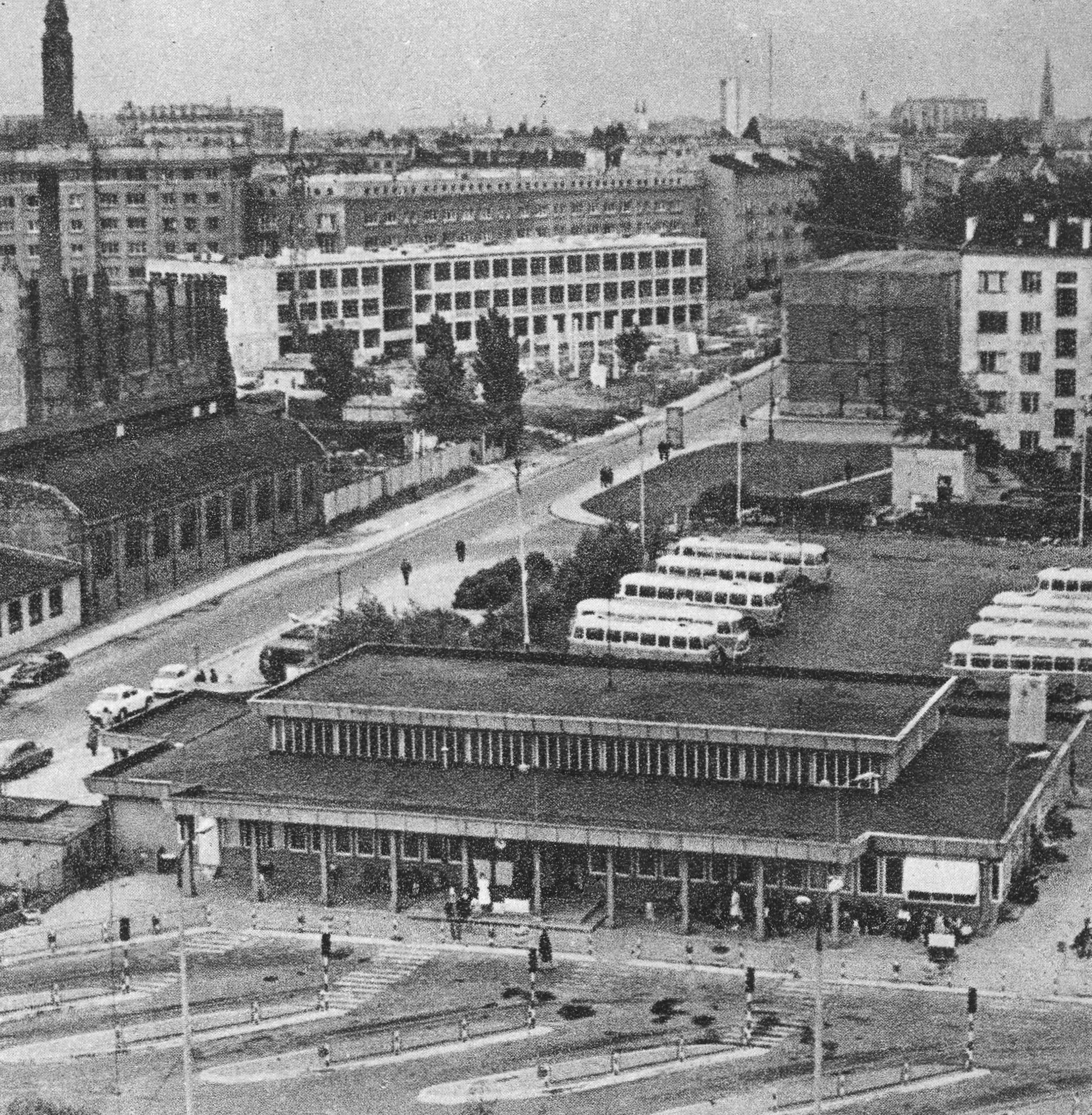
Wschodni odcinek ulicy z fragmentem nieistniejącego Centralnego Dworca Autobusowego PKS, ok. 1971

Ulica jest dawną drogą narolną, biegnącą pomiędzy polami Starej Warszawy a polami należącymi do sióstr brygidek z Nowolipia. W 1770 została przecięta okopem Lubomirskiego, a jej część wschodnia leżąca w obrębie wałów, została uregulowana i stała się ulicą. Nadana w tym samym roku nazwa pochodzi od sąsiednich pól obsianych żytem.
W 1792 na działce przy ulicy Żytniej róg Młynarskiej założono cmentarz ewangelicko-reformowany. 
Po 1875 ulicę uregulowano od Okopowej do Młynarskiej.
W dwudziestoleciu międzywojennym ulicę dwukrotnie przedłużano w kierunku zachodnim: ok. 1928 od Młynarskiej do Tyszkiewicza, a ok. 1938 – do ulicy Płockiej.
W czasie powstania warszawskiego ulica była miejscem ciężkich walk obronnych zgrupowania „Parasol”. Została upamiętniona w tekście piosenki powstańczej Pałacyk Michla.
Większość zabudowy ulicy została zniszczona w 1944.
Po wojnie do 1979 przy ul. Żytniej 15/17 działał Centralny Dworzec Autobusowy PKS (zastąpił go otwarty w styczniu 1980 Dworzec Zachodni PKS). 
Po 1956 ulicę przedłużono do ulicy Sokołowskiej. Od 2020, w związku z rozszerzeniem strefy płatnego parkowania, na odcinku od ulicy Sokołowskiej do ulicy Syreny jest ulicą jednokierunkową. 
Przy ulicy w bliskiej odległości od siebie działają trzy żeńskie zgromadzenia zakonne: Zgromadzenie Sióstr Franciszkanek Rodziny Maryi, Zgromadzenie Sióstr Matki Bożej Miłosierdzia oraz Uczennice Boskiego Mistrza.

## Ważniejsze obiekty
- Pałacyk Bogusławskiego, siedziba Zgromadzenia Sióstr Franciszkanek Rodziny Maryi, w nim kaplica Matki Bożej Częstochowskiej (ul. Żelazna 97, wejście od strony ul. Żytniej)
- Kościół Miłosierdzia Bożego i św. Faustyny (nr 1)
- Zgromadzenie Sióstr Matki Bożej Miłosierdzia (nr 3/5)
- Krajowa Rada Radiofonii i Telewizji (skwer kard. Stefana Wyszyńskiego 9, róg Żytniej)
- Katolicka Agencja Informacyjna (skwer kard. Stefana Wyszyńskiego 9, róg Żytniej)
- Kaplica Sióstr Uczennic Boskiego Mistrza (nr 11)
- Komisariat Policji Warszawa-Wola (nr 36)
- Cmentarz ewangelicko-reformowany (nr 42/44)